# Valby Skole
 For alternative betydninger, se Valby Skole (flertydig). (Se også artikler, som begynder med Valby Skole)
Valby Skole er en dansk folkeskole i Valby, København ved Valby Langgade.
Skolen har 650 elever, og indeholder klassetrin fra 0. til 9. klasse.
Skolen blev opført i 1722-25 af Frederik IV, men var en rytterskole. Den 4. marts 1901 blev skolen skødet til Københavns Kommune, og blev nedlagt i 1904 efter byggeriet af tilbygningen til den Røde Skole (senere nuværende Valby Skole). I oktober 2004 blev den Røde Skole den nuværende Valby Skole.